# Daniel Levy (Diplomat)

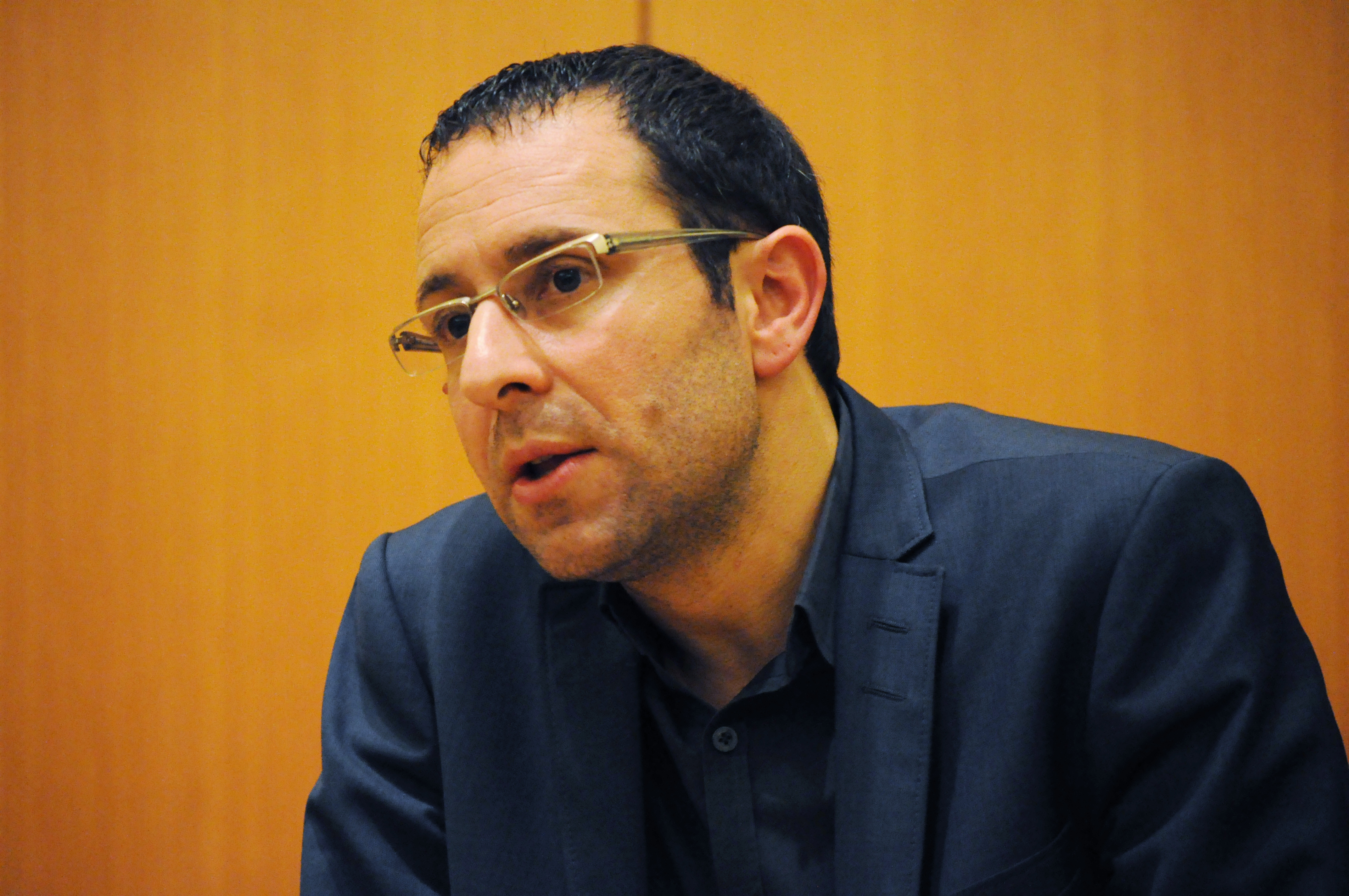
Daniel Levy, 2010

Daniel Levy (hebräisch דניאל לוי) ist ein britisch-israelischer Politikwissenschaftler, Politikberater und ehemaliger Diplomat. Er war Unterhändler der israelischen Regierung bei den Oslo-II-Friedensgesprächen 1995 unter Ministerpräsident Jitzchak Rabin und später unter Ehud Barak. Außerdem war er führender israelischer Verfasser der Genfer Initiative und ist ein Gründungsmitglied von J Street. Seit 2016 ist er Präsident des U.S./Middle East Project.

## Frühes Leben und Bildung
Daniel Levy wurde in Großbritannien geboren und ist der Sohn von Michael Levy, Baron Levy, einem bedeutenden Funktionär jüdischer Organisationen und Mitglied der Labour-Partei. Er studierte am Kings College.

## Karriere

### Politische Beratung und Diplomatie
In den 1990er und frühen 2000er Jahren arbeitete Levy als Diplomat für die israelische Regierung unter Jitzchak Rabin und später unter Ehud Barak und war unter anderem an der israelischen Verhandlungsdelegation bei den Oslo-II-Friedensgesprächen 1995 sowie den Taba-Verhandlungen 2001 beteiligt. Weiter war er ein hoher Berater von Ehud Barak und dem damaligen israelischen Justizminister Jossi Beilin.
Levy war der führende israelische Verfasser der Genfer Initiative.
Im August 2022 sprach Levy als Sachverständiger vor dem Sicherheitsrat der Vereinten Nationen über die politische Lage durch die fortgesetzte israelische Besatzung des Westjordanlandes und der Abriegelung des Gazastreifens.

### Politische Organisationen
Levy war Senior Fellow bei der New America Foundation sowie Co-Direktor von deren Middle East Task Force. Von 2012 bis 2016 war er Senior Fellow beim European Council on Foreign Relations, und Direktor von deren Abteilung für den Nahen Osten und Nordafrika.
Levy ist Gründer und Beiratsmitglied der Diaspora Alliance zur Bekämpfung von Antisemitismus und dessen Verquickung, Ratsmitglied des European Council on Foreign Relations und Mitglied des Vorstands des European Middle East Project. Er ist ehemaliger Treuhänder des Rockefeller Brothers Fund und des New Israel Fund, Mitbegründer von J Street und Gründungsredakteur des Middle East Channel auf ForeignPolicy.com.

### Publizist und Medienexperte
Levy ist insbesondere rund um den Nahostkonflikt ein gefragter Experte für verschiedene Medien. Er publizierte und trat unter anderem als Experte auf für Al Jazeera, BBC, CNN, Foreign Affairs, Foreign Policy Middle East Eye und The New York Times.

## Politische Positionen
Levy bezeichnet die israelische Besatzung des Westjordanlandes als „Apartheid“ und spricht von einer systematischen Beraubung der Grundrechte der Palästinenser durch die israelische Besatzung und Politik.
Nach dem Angriff der Hamas auf Israel im Oktober 2023, der mit hunderten israelischen Toten einherging, kritisierte Levy scharf die europäischen Nationen und die USA für ihre – trotz der fortgesetzten israelischen Besatzungspolitik – nahezu uneingeschränkte Unterstützung Israels. Levy gab ihnen eine Mitschuld an der politischen Gesamtlage, da die rechtsnationalen israelischen Regierungen sich durch diesen Rückhalt hätten einreden können, die Palästinenserfrage nicht ernsthaft angehen zu müssen und zu einer politischen Lösung zu kommen, was letztlich zu neuen Gewaltausbrüchen wie dem jüngst geschehenen geführt habe.